# Château des Salles (Sainte-Brigitte)
Le château des Salles est un édifice en ruines situé à Sainte-Brigitte en France.

## Localisation
Le château est situé sur le territoire de la commune de Sainte-Brigitte au bord de l'étang des Salles, au lieu-dit les Salles, dans le département du Morbihan en région Bretagne.

## Description
Le château date du XVe siècle qui trouve ses origines dans une forteresse médiévale du XII siècle. Édifice construit dans une cour fermée en moellons et pierre de taille de schiste. Toiture à longs pans recouverte d'ardoises, noue. Escalier demi-œuvre. La partie existante de nos jours correspond à l'ancien corps de logis reconnaissable par sa forme rectangulaire allongée. 

## Historique
Construction sur l'emplacement d'une villa gallo-romaine, place forte attestée en 1232 et 1298, berceau de la seigneurie de Rohan , vestiges de fortifications du VIIIe siècle, existence d'un haut-fourneau pour l'exploitation du minerai de fer avant 1440 ; logis, moulins et forges détruites attestés en 1471 ; chapelle protestante du XVIIe siècle en ruine ; logements, communs et four à pain du XIXe siècle parties hautes du logis modifiées au XIXe siècle.
Le château est inscrit à l'inventaire général du patrimoine culturel en 1986.

## Galerie

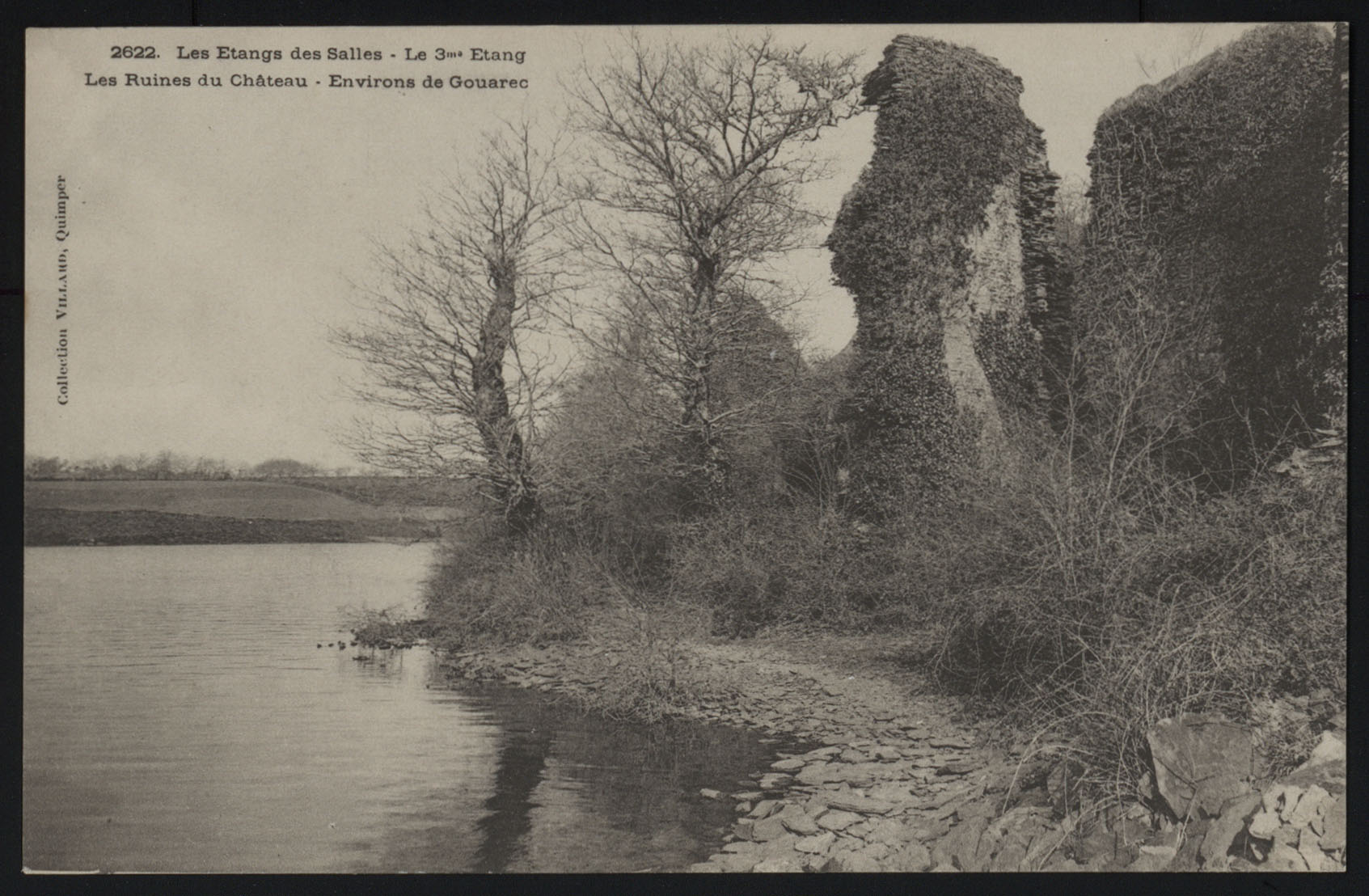
Les ruines du château au bord de l'étang des Salles (carte postale [1904-1908]).